# Conalia helva
Conalia helva är en skalbaggsart som först beskrevs av Leconte 1862.  Conalia helva ingår i släktet Conalia och familjen tornbaggar. Inga underarter finns listade i Catalogue of Life.